# Бюрнель, Эрнест
Эрнест Бюрнель (фр. Ernest Burnelle; 12 июля 1908, Льеж — 5 августа 1968, там же) — бельгийский политический деятель, ведущий активист Коммунистической партии Бельгии (КПБ) и валлонского движения.

## Биография
Сын рабочего-анархиста, Бюрнель был по профессии учителем, работал в Нивеле и Льеже. Под влиянием Тео Дежака присоединился к рабочему и профсоюзному движению. Был секретарем Социалистического профсоюза учителей Центрального Льежа, а в 1960-х годах входил в Союзный фронт в Льеже. Член Коммунистической партии Бельгии (КПБ) с 1938.
После начала Второй мировой войны участвовал в битве за Бельгию, но избежал плена как прошедший языковой тест на голландском языке. В условиях оккупации гитлеровскими войсками активно участвовал в Движении Сопротивления. Входил в Валлонский фронт освобождения страны и Фронт независимости, сотрудничал в подпольной прессе и стал соратником Жюльена Ляо. Он едва избежал ареста немцами, которые заключили в тюрьму его отца — также участника коммунистического подполья. Сын продолжал его борьбу в Боринаже, а затем в области Шарлеруа.
После освобождения страны главный редактор центрального органа компартии газеты «Драпо руж» («Le Drapeau Rouge»), член ЦК КПБ (с 1946). В 1946—1947 и 1951—1953 первый секретарь Льежской федерации КПБ. С 1946 по 1949 год и с 1965 до смерти был депутатом парламента от Льежа; поддержал предложенный законопроект об изменении Конституции, поданный от имени Валлонского национального конгресса 1945 года.
Член Политбюро (1954), национальный секретарь Коммунистической партии Бельгии в 1954—1961 годах и председатель компартии в 1961—1968 годах. В руководстве КПБ считался антисталинистом в линии Рене Белена.
Выступал на Третьем Валлонском национальном конгрессе в Брюсселе в 1948 году, где, по заявил о приверженности пропаганде идеи федерализма в массах. Он вступил в Валлонское народное движение, созданное после бельгийской всеобщей забастовки 1960—1961 гг.
Был переизбран депутатом от Льежа с 1965 по 1968 годы и снова избран в том году, но на митинге, организованном совместно с Бельгийской социалистической партией, Валлонским народным движением и Всеобщей федерации труда Бельгии перенёс кровоизлияние в мозг. Был заменен на посту главы КПБ Марком Дрюмо, а в Палате представителей — Марселем Лево, который также участвовал в валлонском движении.